# The Mock Turtles
The Mock Turtles est un groupe de rock indépendant britannique formé à Manchester en 1985, célèbre pour son tube de 1991 Can You Dig It?, remixé par Fatboy Slim en 2003

## Biographie
En 1985, à Manchester, le chanteur Martin Coogan, frère aîné du comédien britannique Steve Coogan, fonde The Mock Turtles, un groupe de rock indépendant de la scène Madchester. Le nom du groupe fait référence au personnage Mock Turtle, dans Alice au Pays des Merveilles de Lewis Caroll, tout comme le titre de leur premier album, Turtle Soup, publié sur le label indépendant Imaginary Records en 1990.
Le groupe enregistre plusieurs singles et publie son premier album, Turtle Soup, en 1990, avant de signer sur un autre label indépendant, Siren Records. Il connaît un grand succès en 1991 avec Can You Dig It?, qui se classe à la 18e des charts britanniques. Le single suivant, And Then She Smiles, ne dépasse pas la 44e place. Le 3e single, Strings And Flowers, et la compilation 87-90 passent inaperçus. Leur second album, Two Sides, publié chez Siren Records en 1991, se classe 33e. Mais le groupe décide alors de se séparer.
En 2003, Can You Dig It? est remixée par Fatboy Slim pour une publicité pour Vodafone. Cette nouvelle version se classe 19e des charts britanniques, et coïncide avec la parution d'un best-of chez Virgin Records, mais le groupe ne se reforme pas pour autant.
Depuis 2008, Martin Coogan est le propriétaire des studios Vibe, à Manchester, où des groupes locaux comme The Stone Roses, Happy Mondays ou Inspiral Carpets ont enregistré.

## Discographie
Albums
- 1990 : Turtle Soup (LP/CD) – Imaginary Records
- 1991 : 87–90 (LP/CD) – Imaginary Records
- 1991 : Two Sides (LP/CD) – Siren Records
- 2003 : Can You Dig It? The Best Of The Mock Turtles (CD) – Virgin Records

Singles
- 1987 : Pomona (12") - Imaginary Records
- 1989 : Wicker Man (12") - Imaginary Records
- 1989 : And Then She Smiles (12") - Imaginary Records
- 1990 : Lay Me Down (12"/CDS) - Imaginary Records
- 1990 : Magic Boomerang (EP 7"/12"/CDS) - Imaginary Records
- 1990 : Are You Experienced? (12") - Imaginary Records
- 1991 : Can You Dig It? (7"/12"/CDS/C-s) - Siren Records, UK No. 18[5]
- 1991 : And Then She Smiles (EP 7"/12"/CDS) - Siren Records, UK No. 44[5]
- 1991 : Strings And Flowers (7"/12"/CDS/C-s) - Siren Records
- 2003 : Can You Dig It? (Fatboy Slim Remix) (CDS) - Virgin Records, UK No. 19[5]